# S IMMO
Az S IMMO AG ingatlanbefektetéssel foglalkozó társaság, amely ingatlanokba ruház be Ausztriában, Németországban, valamint Közép- és Kelet-Európában. A társaság ingatlanvagyona 2022. év végi állapot szerint közel 3,2 milliárd eurót tesz ki.
Az ingatlanvállalatot 1987 óta jegyzik a Bécsi Tőzsdén.

## Történet
1987. október 19-én vezették be az első, tőzsdén jegyzett ingatlanpiaci értékpapírt a Bécsi Tőzsdén az s Immobilien-Fonds Nr. 1 név alatt, amely a mai s-Immo-Invest nyereségrészesedési jegy elődje volt. 2002-ben összeolvadt a Sparkassen Immobilien Anlagen AG a Die Erste Immobilien AG vállalattal. Tőkefelosztást (1:20) követően a Die Erste Immobilien Aktie-ből keletkezett az S Immo Aktie társaság, amelynek papírjait az új azonosítószámmal 2002. június 28-án vezették be a Bécsi Tőzsdére.
2017 szeptemberében az S IMMO részvényt felvették az ATX indexbe, amely a Bécsi Tőzsde vezető indexe.

## Ingatlanportfólió
Az S IMMO AG portfóliója Ausztriában, Németországban, Szlovákiában, Csehországban, Magyarországon, Romániában és Horvátországban található lakó- és irodaépületeket, valamint üzlethelyiségeket és hoteleket foglal magában. 2022 végén az ingatlanportfólió 364 egységet és összesen 1,4 millió négyzetméternyi hasznos területet tett ki, ami 3273,8 millió euró ingatlanvagyont képvisel. Könyv szerinti értéken a németországi ingatlanok 38,3%-át, az Ausztriában találhatók 14,5%-át, a Közép- és Kelet-Európában elhelyezkedők pedig 47,2%-át képezik a portfóliónak. 2022. december 31-i állapot szerint a portfóliót 74,8%-ban kereskedelmi ingatlanok, 25,2%-ban pedig lakóingatlanok alkotják. A teljes portfólió kihasználtsága 92,6% volt, a teljes bérleti hozam 5,8%-ot tett ki.